# 강인수 (독립운동가)
강인수(姜寅秀, 1869년 5월 8일 ~ 1932년 10월 27일)는 대한제국 독립운동가이다. 호(號)는 직산(直山).

## 생애

### 주요 이력
충청도 천안에서 출생하였으며 지난날 한때 전라도 광양에서 잠시 유아기를 보낸 적이 있는 그는 1887년 음서로 천거되어 1887년에서 1892년까지 조선국 경상도 문경군 군서기관 직책으로 관료 임직하였으며 1892년 관료 직책을 그만둔 후 1919년 충청남도 아산 땅에서 3·1 대한 독립 만세 운동에 참가하였고 그 후 1924년에 충청남도 천안을 떠나 경상북도 안동(慶尙北道 安東)으로 본격 이주하였으며 1928년 경상북도 안동을 떠나 출국을 하여 국민정부 시대 중화민국 대륙 본토 만저우 지방 지린 성 닝안 현(國民政府 時代 中華民國 大陸 本土 滿洲地方 吉林省 寧安縣)으로 재이주하였다.

### 을사늑약에 반대한 그의 절개와 만년
다른 일편 그는 1905년 을사늑약 체제가 강제 체결됨을 통분하여 한성부에서 동우회(同友會)를 조직하고 주권 회복 체제를 도모하였으며, 1907년에는 네덜란드 헤이그 밀사 파견에 연루되어 러시아 블라디보스토크 땅으로 피신하여 항일 투쟁 운동을 계속하였다. 1920년에는 만주에서 북로군정서 김좌진(金佐鎭)과 조국 광복을 도모하고 청산리 독립 전쟁(靑山里 獨立 戰爭)에 참가하였다. 1925년에는 만주 영안현(寧安縣)에서 신민부(新民府)를 조직하고, 검사원(檢査院)의 검사원(檢査員)으로 선임되어 지방조직과 독립군의 편성 및 훈련에 주력하였다.
1929년에는 재만 각 독립운동단체를 통합하여 한족연합회(韓族聯合會)를 결성하였으며, 1930년 일제의 탄압이 혹심해지자 하얼빈(哈爾濱) 접경지인 산시역(山市驛)에 은신하였다가 1932년 10월 하얼빈 도외(道外) 북정양가(北正陽街) 4호에서 병사하였다.

## 사후
대한민국 정부에서는 고인의 공훈을 기리고자 1982년 8월 15일을 기하여 대한민국 건국포장을, 1990년 3월 1일을 기하여 대한민국 건국훈장 애국장을 각각 추서하였다.